# Fullagar
Die Fullagar war das erste vollständig geschweißte Seeschiff weltweit.

## Geschichte
Das Küstenmotorschiff wurde 1917 bis 1920 unter der Baunummer 882 bei der Werft Cammell, Laird & Company in Birkenhead, Großbritannien, gebaut. Der Stapellauf erfolgte am 5. Februar 1920, und am 2. Juli 1920 wurde das Schiff an die britische Reederei T. & J. Brocklebank in Liverpool übergeben. Es wurde im Linienverkehr zwischen Liverpool und Belfast betrieben.
Im November 1921 wurde das Schiff an die Manx Isles Steamship Company in Liverpool veräußert und in Caria umbenannt. Etwas später ersetzte man den Cammellaird-Fullagar-Vierzylinder-Zweitakt-Gegenkolben-Dieselmotor durch einen W. Beardmore Vierzylinder-Zweitakt-Dieselmotor. Im Juni 1925 lief die Caria auf dem Mersey auf eine Sandbank, wobei sie Bodenschäden davontrug. Im selben Jahr erwarb die British Columbia Cement Company das Schiff und benannte es in Shean um. Nach einem letzten Verkauf an mexikanische Eigner im Jahr 1935 und Umbenennung in Cedros sank das Schiff am 31. August 1937, 30 Seemeilen südlich von Ensenada, nach einer Kollision.

## Technische Besonderheit
Nach den erst am 15. August 1918 festgelegten Regeln von Lloyd’s Register of Shipping, bei denen das Schiff klassifiziert war, wurde die Fullagar zwar fast vollständig mit dem Quaisi-Arc-System geschweißt, die Plattenstöße waren aber zum großen Teil auf herkömmliche Weise gejoggelt (abgesetzt) oder gerade überlappt, wie es beim Zusammenfügen durch Nieten üblich war.
Nach seiner Inbetriebnahme mit dem Klassenzeichen als 100 A1 wurden bei der Fullagar in den ersten zehn Betriebsjahren, abweichend vom normalen Klassenlauf, jährliche Klassenbesichtigungen durchgeführt. Eine Strandung, eine Kollision sowie verschiedene Grundberührungen und Schadensfälle in diesen ersten zehn Betriebsjahren zeigten eine große Widerstandsfähigkeit des Schiffsrumpfes, die zum Teil weit über die Werte eines vergleichbaren Schiffes mit herkömmlich genietetem Rumpf hinausging. Es zeigte sich weiterhin eine einfachere Reparaturfähigkeit des geschweißten Rumpfes nach den Schadensfällen. So konnten großflächige tiefe Einbeulungen nach der Strandung im Juni 1925 durch hydraulisches Pressen beseitigt werden, was bei einem genieteten Schiff ein Auswechseln der betroffenen Außenhautplatten bedeutet hätte. Das Kielschwein wurde daraufhin erhöht. Nach einer Kollision in British Columbia erlitt das Schiff zwar erhebliche Schäden, ging jedoch nicht verloren, anders als es bei gleich großem Schaden bei einer genieteten Konstruktion vermutlich geschehen wäre. Wegen dieser guten Erfahrungen und da nach zehnjährigem Betrieb auch keine ungewöhnliche Rostanfälligkeit zu beobachten war, wurde der Klassenlauf auf ein zweijähriges Intervall umgestellt.